# 初音ミク and Future Stars Project mirai
- 初音ミク > 初音ミクのメディア展開 > 初音ミクを題材にしたゲーム作品 > 初音ミク and Future Stars Project mirai
- SEGA feat. HATSUNE MIKU Project > 初音ミク and Future Stars Project mirai

『初音ミク and Future Stars Project mirai』（はつねミク アンド フューチャー スターズ プロジェクト ミライ、英：Hatsune Miku and Future stars Project mirai）は、セガより2012年3月8日されたニンテンドー3DS専用音楽ゲーム。2013年11月28日には続編の『初音ミク Project mirai 2』（はつねミク プロジェクト ミライ ツー）が発売された。
2014年7月に本シリーズの欧米・アジア圏への展開と、『mirai 2』のインターナショナル版の制作が発表された。日本国内では『初音ミク Project mirai でらっくす』（はつねミク プロジェクト ミライ でらっくす）のタイトルで2015年5月28日に発売された。本作では今まで3D映像の楽曲PVを使っていた楽曲も全てねんどろいどのキャラクターが歌い踊るものに一新されている。

## 概要
2011年9月13日に任天堂が開催したニンテンドー3DSカンファレンス 2011にて「HATSUNE MIKU Project mirai（仮）」として初公開された。
このソフトは「初音ミク」などの音声合成技術VOCALOIDの製品に設定されているキャラクターを起用したキャラクターゲームである。本作ではキャラクターにグッドスマイルカンパニーが展開しているデフォルメフィギュアシリーズ、「ねんどろいど」のデザインを用いている。登場キャラクターはクリプトン・フューチャー・メディア製VOCALOIDの「初音ミク」、「鏡音リン」、「鏡音レン」、「巡音ルカ」、「MEIKO」、「KAITO」と、セガによる初音ミクを題材としたゲームとしては初めて、インターネットが発売している「Megpoid」のキャラクター、「GUMI」の登場もした。「1」では、GUMIのねんどろいどが当時未発売だったため、GUMIのねんどろいどモデルは登場しなかった。「2」ではGUMIのねんどろいどが発売された後であることから、GUMIのねんどろいどモデルが登場した。
当初は「初音ミク -Project DIVA-」シリーズと同様にオリジナルキャラクターのデザインで制作されていたが、3DSの画面では表情が判りにくく「可愛く見えない」という問題が生じたため、クリプトン側の提案によりねんどろいど体型のキャラモデルをテストしたところ良好な結果が得られ、グッドスマイルカンパニーの許諾を得てねんどろいどデザインのキャラクターを使用する事となった経緯がある。ダンスモーションは基本的にモーションキャプチャだが、頭に腕がめり込むなど頭身の違いにより生ずる不具合の修正が行われている。
主に動画投稿サイトニコニコ動画に投稿されているVOCALOIDを用いたオリジナル楽曲を採用し、譜面に合わせてボタンを押すリズムゲームである事は他機種で展開されている「-Project DIVA-」シリーズと同様だが、本作の特徴として、フルサイズでの楽曲収録、ニンテンドー3DSの立体視を活かした3D表現に加え、元となった楽曲PVを3D映像として収録する。
楽曲のPVはねんどろいどのキャラクターが歌い踊るものと実際の楽曲PVを3D映像にしたものの2パターンが収録されているが、「miraiでらっくす」では前者で統一されている。また、一部の楽曲ではプレイキャラクターを変更するとボーカル音声や歌詞・振り付けがそれに沿ったものが適用される。
ニンテンドー3DSに搭載された立体カメラでのAR表示を用いたモード、PV鑑賞時にすれちがい通信を使用したニコニコ動画風のコメントを流す機能も搭載する。
アスキー・メディアワークス発行の女児向け漫画雑誌『別冊キャラぱふぇコミック』では2012年3月1日発売のVol.9より4コマ漫画が連載されている。

## ゲームシステム

### mirai1
リズムゲームでは画面に出現する大きなサークルに沿って出現する「A」「B」「X」「Y」と書かれたマーカーを時計回りで回転する針の先がマーカーと重なったときに表示された通りのボタンを押す。タイミングがいいと、針本体に表示されている黄色いゲージが上昇する。ゲージがいっぱいになっていて、サークルが切り替わったらレベルが上がり、得点もアップする。逆にタイミングが悪かったり押すボタンを間違えたりすると針本体のゲージが下がり、空になってサークルが切り替わるとレベルが下がる。レベル0でゲージが空でサークルが切り替わるとゲームオーバーとなる。
Aボタンは→とR、Bボタンは↓とL、Yボタンは↑、Xボタンは↓で代用することが可能。判定が他の作品と異なる。良い順で「COOL」→「OK」→「BAD」→「MISS」。「OK」以上を出すとゲージが増え、「BAD」以下をだすとゲージが減る。
難易度ごとにBPMが一時的に変化する曲がこの作品のみ存在するが、誤差判定は変わらない。

### mirai2
リズムゲームでは、ミクを「最後まで歌わせる」ことが目的となっている。3Dキャラクターで描かれた画面上のミクが歌い踊る中（曲によっては2Dグラフィックを3Dに書き直したものも存在）、ライン上を動くサークルと呼ばれる枠がマーカーに重なったら、タッチモードの場合、赤青黄のマーカーと同じ色の画面をタッチする。矢印のアイコンが出たら矢印の方向にスライドさせる。タッチペンを離さずに連続でスライドさせれば高得点になる。ボタンモードの場合、対応するボタンを押す。DIVAと同様にAを→、Bを↓、Yを←、Xを↑で操作することもできる。miraiで出来たサークルの移動速度の変更は本作では出来ない。その代わり、曲によってサークルの移動速度が1.5倍速か、0.5倍速に設定されている曲もある。曲の途中で移動速度が変わることもある。
難易度によるBPMの差異がmiraiではあったが、本作ではそれが無く、BPMとライン出現速度は全難易度を固定となる。

### miraiでらっくす
基本はmirai2をベースに追加要素と変更がなされた仕様となっており、本作に於ける最大の変更点は一部のPVがアニメであったのが全てねんどろいどによるPVに差し替えられている。また、前作mirai2のデータを持っていれば本作にもそのデータの一部を持ち越せる。持ち越せるものは各パートナーの仲良度、所持金、リズムゲームの楽曲開放、PVシアターでのコメント、すれ違い通信でのプロフィールカード。リズムゲームの成績やぷよぷよ39の成績、コスチュームやルームアイテムの引継は不可能である。ニンテンドー3DSのゲームコインによる補助システムの追加。ARカードはmirai2のものと全く同じ物で、ロゴが「2」か「でらっくす」かの違いだけで互換性があり「2」のARカードを本作でそのまま使うことが可能。その他、前作からの変更点として、一部ゲーム内通貨で買い物等をする際の金額の変更、パートナーとのコミュニケーションにミニゲームが追加、及びしぐさの追加、おやつメニューの一部変更など。

## 収録楽曲

### 『初音ミク Project mirai 1』 からの追加楽曲

#### 3DモデルPVを使用した楽曲
- 『私の時間』 - くちばし *初音ミクか鏡音リン・レンを使用するかによって歌詞が大きく異なる。（体験版のProject mirai side-Bでは、初音ミク版と鏡音リン版が遊べる）
- 『ファインダー(DSLR remix-re:edit)』 - kz
- 『逆さまレインボー』 - すんzりヴぇr
- 『トリコロール・エア・ライン』 - あつぞうくん（体験版でも遊べる）
- 『どうぶつ占い』 - すこっぷ
- 『No Logic』 - ジミーサムP
- 『on the rocks』 - OSTER project *書き下ろし曲
- 『妄想スケッチ』 - 40mP
- 『悪ノ娘』 - mothy
- 『悪ノ召使』 - mothy
- 『SING&SMILE』 - Re:nG
- 『クローバー・クラブ』 - ゆうゆ

#### 2D素材を3Dで表現したPVを使用した楽曲
- 『PIANO*GIRL』 - OSTER project
- 『メランコリック』 - Junky
- 『ハロ/ハワユ』 - ナノウ
- 『LOL -lots of laugh-』 - mikumix（体験版でも遊べる）
- 『深海少女』 - ゆうゆ
- 『君の体温』 - クワガタP
- 『マトリョシカ』 - ハチ
- 『ハッピーシンセサイザ』 - EasyPop
  - アニメーション作画をAICが担当。
  - ダンスに、ニコニコ動画の「踊ってみた」で活動する踊り手「めろちん」が考案した振付を採用。「踊ってみた」からの起用は「-Project DIVA- extend」での「ルカルカ★ナイトフィーバー（愛川こずえ (DANCEROID) 考案の振付を採用）」に続く2例目。
- 『ゆめゆめ』 - DECO*27 *書き下ろし曲。
  - 『初音ミク Project mirai 2』は3DモデルPVを使用した新PVで収録。

### 『初音ミク Project mirai 2』からの追加楽曲

#### 3DモデルPVを使用した楽曲
- 『子猫のパヤパヤ』 - ワンカップP
- 『1/6 - out of the gravity -』 - ぼーかりおどP（noa）
- 『ピアノ×フォルテ×スキャンダル』 - OSTER project
- 『いーあるふぁんくらぶ』 - みきとP
- 『骸骨楽団とリリア』 - トーマ
- 『サンドリヨン』 - シグナルP/orange
- 『アドレサンス』 - シグナルP/orange
- 『1925』 - T-POCKET *ボーカルチェンジ全対応。
- 『スイートマジック』 - Junky
- 『えれくとりっく・えんじぇぅ』 - ヤスオ
- 『スノーマン』 - halyosy*書き下ろし曲
- 『インタビュア』 - クワガタP
- 『エレクトリック・ラブ』 - 八王子P
- 『ワールドイズマイン』 - ryo
- 『千本桜』 - 黒うさP（WhiteFlame）*「Project DIVA F」収録版と違い、ミク以外のバージョンは登場しない。
- 『テレカクシ思春期』 - HoneyWorks *書き下ろし曲
- 『ロミオとシンデレラ』 - doriko
- 『ココロ』 - トラボルタ
- 『アゲアゲアゲイン』 - Mitchie M*書き下ろし曲
- 『shake it!』 - emon

#### 2D素材を3Dで表現したPVを使用した楽曲
- 『ドレミファロンド』 - 40mP
- 『アマツキツネ』 - まらしぃ
- 『ありふれたせかいせいふく』 - ピノキオP
- 『インビジブル』 - kemu
- 『glow』 - keeno
- 『＊ハロー、プラネット。』 - sasakure.UK

### 『初音ミク Project mirai でらっくす』からの追加楽曲
- 『はじめまして地球人さん』 - ピノキオP*書き下ろし曲

## マーカー

### mirai1
通常マーカー
対応しているボタンを押す。
長押しマーカー
ボタンを押したら、最終点のマーカーが出るまで長押しする。
星形マーカー
レベルMAXになると特定の箇所で出現。どのボタンでもいいので押せば得点になる。
SPマーカー
レベルMAXになると一定の箇所で出現する。押せば高得点になる。

### mirai2、miraiでらっくす

#### タッチモード
通常マーカー
マーカーと同じ色の下画面の部分をタッチする。ラクラクは赤のみ、ホドヨクは青赤の2色、トコトンは青赤黄の3色登場する。
長押しマーカー
タッチしたら、最終点のマーカーが出るまでタッチする。
虹色マーカー
虹色の太い線は、長押ししながら下画面をこする。
スライド
灰色で矢印の形をしたアイコンは、タッチしてその方向にスライドさせる。下画面のどの場所でスライドさせても反応する。連続する矢印アイコンでタッチしたまま一筆書きでスライドさせると高得点になる。
SPマーカー
黄色いライン上に流れるマーカーをCOOLかFINEで全部つなげると、一定の箇所で出現する。タッチまたはスライドすれば高得点になる。（SAFE以下を出すと黄色いラインは消滅）押せば高得点になる（SPマーカー自体はSAFEであっても高得点にはなる）。

#### ボタンモード
通常マーカー
対応したボタンを1ボタン押せばよい。
長押しマーカー
ボタンを押したら、最終点のマーカーで出るまで長押しする。ただし、DIVAとは違い、始点で押し、終点でタイミングよく離しさえすれば、得点は入らないがコンボが切れることはない。
SPマーカー
黄色いライン上に流れるマーカーをCOOLかFINEで全部つなげると、一定の箇所で出現する。（SAFE以下を出すと黄色いラインは消滅）押せば高得点になる（SPマーカー自体はSAFEであっても高得点にはなる）。
2ライン
「ホドヨク」「トコトン」で登場。外側のラインが出てきたら、「ABYX」と「十字キー」の2種類のボタンをタイミングよく押す。ただし、位置があってれば表示通りで無くてもよい。<例：「B」と「←」が出ている時には、Bと←だけではなく、←と↓、BとY、Yと↓でも反応する>2個のボタンを同時に押さないといけない点(Aと→では→を事前に押しながらAボタンを押してもコンボは増えない)はDIVA Arcadeと同じだが、2個押しで2コンボ増える点は、DIVAシリーズ全般とは異なる。
なお2ライン以外は下画面に出てる「A→」「B↓」「Y←」「X↑」をタッチしても反応するが（2ラインでもタッチのみで操作可能だが、パーフェクトを捨てることになる。）、miraiで出来たAをR、BをLでの代用操作は本作では出来ない。

## ミニゲーム
ぷよぷよ39!
『初音ミク Project mirai 2』から収録。落ち物パズル『ぷよぷよ』のキャラクターをVOCALOIDにしたもので、初音ミク、鏡音リン、鏡音レン、巡音ルカ、KAITO、MEIKOの6名がぷよぷよで対決する。それぞれに独自の連鎖ボイスも用意されている。ルールは『ぷよぷよ通』準拠で、本家のようにコンピュータと総当りで戦う「ひとりでぷよぷよ」、お互いが本体とソフトを用意してローカル対戦する「ふたりでぷよぷよ」を搭載。
これに合わせ、『ぷよぷよ』の登場キャラクターである「アルル」と「サタン」を模した着せ替えコスチュームも登場している。
ミック・リバーシ
『初音ミク Project mirai でらっくす』から収録。マイルームにいるキャラクターとリバーシで対戦する。

## プロモーション
北海道で開催されたイベント「SNOW MIKU 2012」に関連して、2012年2月11日から2月12日にかけて、新千歳空港内の特設会場において本ソフトの体験会が開催され、参加者には「持っているとイイことがある」参加認定書が配布された。その『「持っているとイイことがある」参加認定書』の正体はARカードである。